# Paradiplomatie
La paradiplomatie désigne l’engagement des entités gouvernementales infranationales (États fédérés, régions, etc.) dans les affaires internationales. Ce phénomène comprend plusieurs pratiques, telles que le jumelage de villes, la création de réseaux de coopération transnationaux et la participation aux sommets internationaux. La conduite de la paradiplomatie répond aux effets de la mondialisation. Les gouvernements subétatiques exercent une influence croissante sur la scène internationale, en établissant des liens transnationaux et en développant une politique étrangère qui leur est propre.
La paradiplomatie diffère de la diplomatie conventionnelle. Par définition, elle peut être parallèle, coordonnée ou bien complémentaire à celle de l’État central. Dans certains cas, comme celui du Québec et de l’Écosse, la conduite de la paradiplomatie peut être également conflictuelle avec la politique étrangère de l’État central. Elle s’étend également aux niveaux inférieurs (départements et villes), en raison de leur implication croissante à l'échelle internationale. La paradiplomatie illustre la montée en puissance des acteurs infranationaux dans un monde de plus en plus interconnecté.
Le terme « paradiplomatie » est principalement utilisé en français pour désigner la politique étrangère de la province de Québec, il est moins répandu en France et en Europe, où l'expression « coopération décentralisée » est préférée. Le terme peut être remplacé par l’expression « diplomatie régionale subétatique », « diplomatie à paliers multiples » ou bien par l’expression anglophone « multi-track diplomacy ». La multiplicité des expressions associées à ce concept témoigne d’une fragmentation et d’un manque de clarté sur la terminologie. Cette situation est due en partie aux nombreux débats académiques sur le sujet et aux particularités propres aux différents gouvernements subnationaux.

## Définition
Le terme combine le mot grec « para » (παρα) et « diplomatie » pour désigner des actions menées parallèlement, en marge ou en dépit de la diplomatie de l’État central,. Le terme a été utilisé et défini pour la première fois par les auteurs Ivo Ducachek et Payanotis Soldatos dans les années 1980,. La paradiplomatie réfère à l’ensemble des activités internationales menées par des gouvernements infranationaux ou non centraux, telles que la représentation, la négociation et la défense de leurs intérêts auprès d’acteurs étrangers. Ces acteurs incluent non seulement des États souverains, mais aussi des États fédérés, des organisations non gouvernementales ou des entités du secteur privé. La paradiplomatie, bien qu’elle partage des similitudes avec la diplomatie des États centraux, se distingue par l’absence de reconnaissance juridique internationale des gouvernements infranationaux. Cette absence limite leur participation officielle aux organisations internationales et leur capacité à signer des traités, à quelques exceptions près. Les gouvernements subétatiques participent souvent à la négociation internationale et au travail d'une organisation internationale, mais au sein de la délégation nationale – dans le cas du Québec, au sein de la délégation officielle canadienne.
La paradiplomatie s’intéresse à plusieurs domaines des relations internationales : l’économie, la coopération internationale, la promotion de la langue, la technologie, l'énergie, l'environnement, l'éducation, l'immigration, la mobilité de la main-d’œuvre, les relations multilatérales, le développement international et les droits de la personne.
En raison de leur éloignement des contraintes économiques et politiques directement liées aux prises de position sur la scène internationale, les gouvernements subnationaux bénéficient d'une plus grande marge de manœuvre dans ce domaine. Par exemple, ces gouvernements peuvent se positionner fermement sur le non-respect des droits de la personne ou sur des enjeux environnementaux. D'ailleurs, la province canadienne de l’Ontario a porté la question des pluies acides devant les tribunaux américains. Depuis 1973, l’initiative de la Conférence annuelle des gouverneurs de la Nouvelle-Angleterre et des premiers ministres de l'Est du Canada rassemble les États subnationaux provenant de plusieurs pays sur des questions environnementales.
Le concept de paradiplomatie doit être distingué du concept de « protodiplomatie » et de « diplomatie parallèle ». La protodiplomatie désigne les méthodes internationales visant à promouvoir la reconnaissance diplomatique et à préparer l’émergence d’un pays souverain. Elle se produit à un stade politique transitoire. Ce concept peut définir la stratégie du gouvernement catalan en 2017 ou encore du gouvernement du Québec précédent le référendum de 1995 sur la souveraineté. La notion de diplomatie parallèle (en anglais Track II diplomacy) concerne l'intervention dans le champ diplomatique d'entités non étatiques telles que des ONG internationales, des syndicats, des cercles de réflexion (think tank) ou des particuliers.
Le concept de paradiplomatie « identitaire » est une sous-branche nationaliste de la paradiplomatie. Il désigne la diplomatie internationale d’une nation sans État souverain, comme le Québec, l’Écosse, la Flandre, la Wallonie ou la Catalogne, lorsque les gouvernements de ces nations ne cherchent pas à atteindre l’indépendance. Ainsi, l’un des objectifs majeurs de ces nations est de s’engager dans des actions internationales pour renforcer ou créer la nation dans le contexte d’un pays multinational. Les objectifs des entrepreneurs identitaires sont de promouvoir les exportations, d’attirer les investissements, d’aller chercher les ressources qui leur font défaut à l’interne en plus de chercher à se faire reconnaître comme nation sur la scène mondiale, processus essentiel de toute tentative de construction de la nation. Ces situations peuvent générer des tensions lorsqu'il existe un désaccord entre les gouvernements centraux et infranationaux sur les revendications identitaires, comme la Catalogne, le Pays basque en Espagne ou encore le Québec au Canada.

## Historique

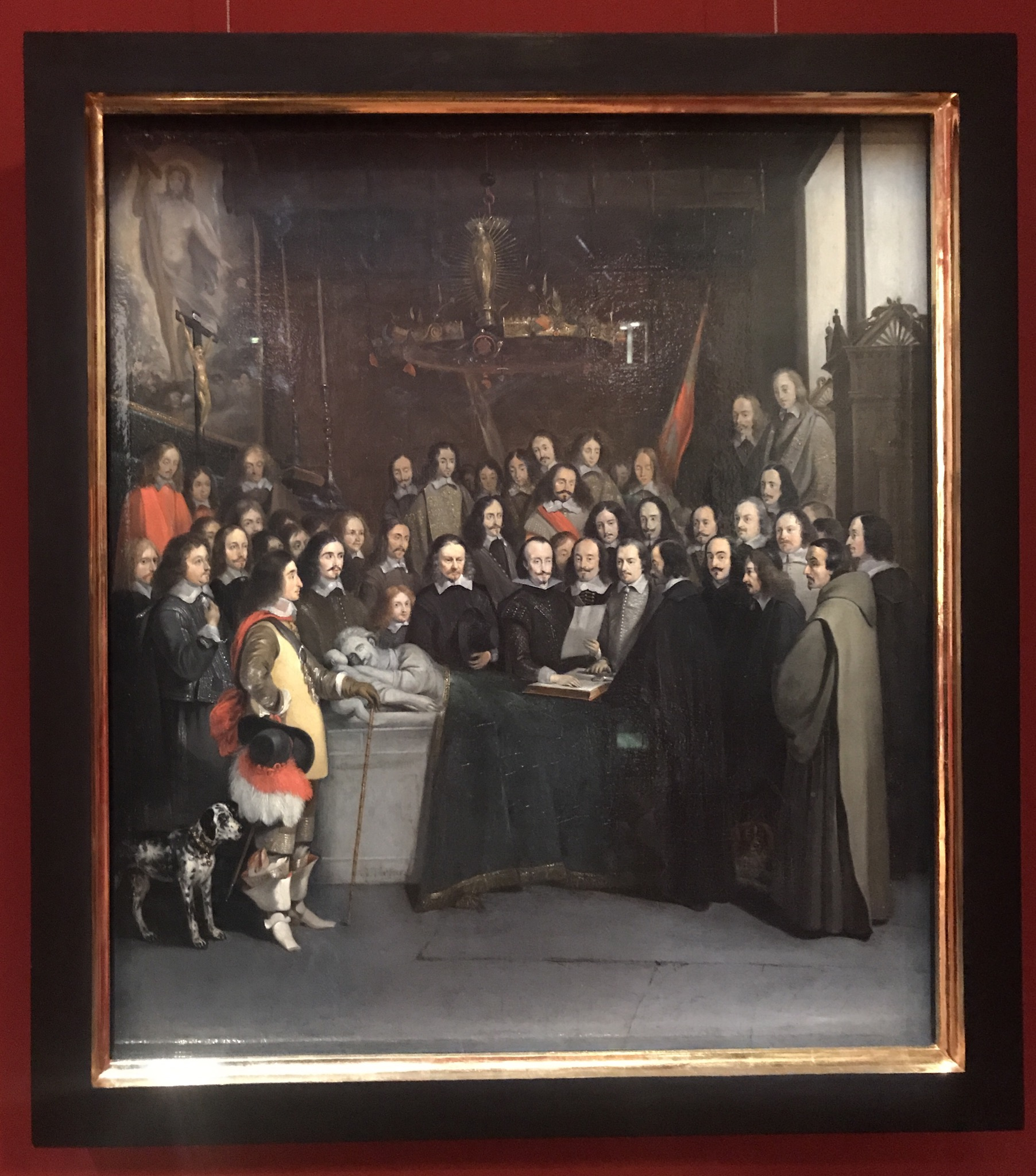
La Ratification de la paix de Münster de Gerard ter Borch, peint à Münster en 1648.

L'engagement général des gouvernements infranationaux est souvent associé au mouvement moderne de jumelage d'après-guerre. Il remonte en fait à plus loin. Tout au long de l'histoire, les villes ont joué un rôle important sur les plans économique, politique et culturel et précèdent les États-nations de presque 5 000 ans. Le rôle historique et la stabilité des villes peuvent être comparés aux formes modernes de gouvernance centrale. Leurs rôles diplomatiques précèdent l'apparition récente, il y a quatre siècles, des États-nations « westphaliens » centralisateurs. Elle[Qui ?] peut être retracée jusqu’en l’an 836 entre les villes de Le Mans et de Paderborn. Après la moitié du XVIIe siècle, la diplomatie s’institutionnalise graduellement comme une prérogative de l’État central.
Les premières missions diplomatiques d’entités subnationales remontent à la seconde moitié du Modèle:S-XIX. Les puissances coloniales françaises et britanniques envoient alors des émissaires dans leurs capitales respectives. Mais le premier accord diplomatique formel impliquant un gouvernement subétatique aurait été signé en 1907 entre l’État brésilien de São Paulo et le Japon, dans le but de gérer les flux migratoires à l’époque. En tant que forme croissante de paradiplomatie, la pratique du jumelage de villes remonte principalement à la période d’Après-guerre en Europe. Des motivations culturelles ont conduit aux premiers jumelages de villes en 1918, entre localités européennes. Après la Deuxième Guerre Mondiale, le jumelage de villes se présente comme une politique paradiplomatique de réconciliation efficace. Après la Seconde Guerre mondiale, le jumelage de villes a été reconnu comme un instrument officiel de paix et de réconciliation, formalisant une pratique utilisée jusqu’à nos jours.
En réaction à la mondialisation et aux liens transnationaux qu’ils favorisent, les gouvernements non centraux étendent leur présence à l'étranger. C’est le cas du Québec, qui adopte une doctrine diplomatique nationaliste en 1965. Alors ministre de l’Éducation, Paul Gérin-Lajoie se prononce sur les compétences subétatiques du Québec sur la scène internationale. Elle[Qui ?] propose que les compétences attribuées au Québec à l’intérieur du cadre canadien s’étendent également à ses actions sur la scène internationale. Depuis son instauration, cette approche a été adoptée et maintenue par les gouvernements québécois successifs, puis pérennisée en 2000.
Plusieurs nations sans États parviennent à développer une paradiplomatie dite « identitaire » au cours de la deuxième moitié du XXe siècle. Par exemple, l’Écosse, le Québec, la Flandre, la Wallonie et la Catalogne développent une paradiplomatie axée sur la promotion de leur identité nationale. Elle s'inscrit dans une double stratégie poursuivie par les nations minoritaires au sein des États souverains : d'une part, favoriser leur développement interne, d'autre part, obtenir une reconnaissance internationale en tant que nation sur la scène étrangère. Elle se différencie de la paradiplomatie conventionnelle dans sa quête d'intérêts identitaires. La paradiplomatie identitaire se distingue aussi de la protodiplomatie. Ce type de diplomatie existe dans le contexte d'un gouvernement indépendantiste cherchant à construire un nouvel État.

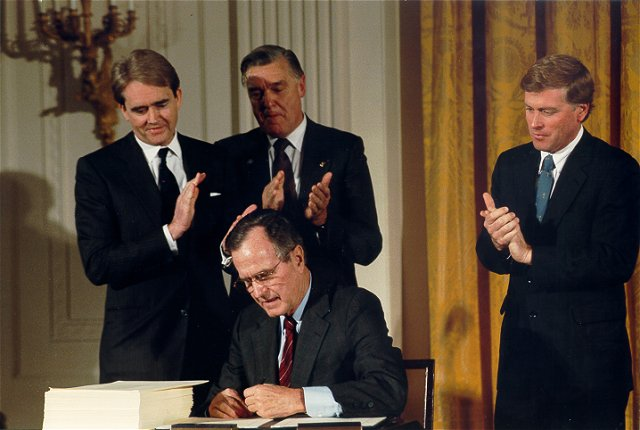
Signature du Clean Air Act par George H.W Bush, 1991.

Les régions, les Länder, les provinces et les villes cherchent à promouvoir entre autres le commerce, les investissements, la coopération, le partenariat et la protection de l’environnement parmi une longue liste de sujets. Ainsi, la signature de huit protocoles d'entente dans les années 1980 entre trois États américains et trois provinces canadiennes visait à contrôler et à combattre les pluies acides. Les efforts exercés par les entités subétatiques ont finalement incité Washington à amender le Clean Air Act en 1990 et à conclure avec le Canada, en 1991, le US/Canada Air Quality Agreement.

## Paradiplomatie des villes
La paradiplomatie des villes se définit comme l'implication des villes ou des agglomérations dans les relations internationales. La paradiplomatie des villes est un phénomène croissant, gagnant en popularité et en reconnaissance. Ce phénomène répond aux effets de la mondialisation, comme les négociations climatiques, les enjeux frontaliers (villes sanctuaires) et les enjeux économiques. La paradiplomatie des villes peut être retracée en Europe en 836 avec le jumelages des villes de Le Mans et de Paderborn. Plusieurs villes à travers le monde participent aux relations internationales. Récemment, la diplomatie des villes a évolué au-delà des échanges entre municipalités pour favoriser le dialogue entre les villes et des organismes multilatéraux, tels que les Nations unies. Ce concept est officiellement utilisé par des organisations telles que le Forum Économique Mondial.

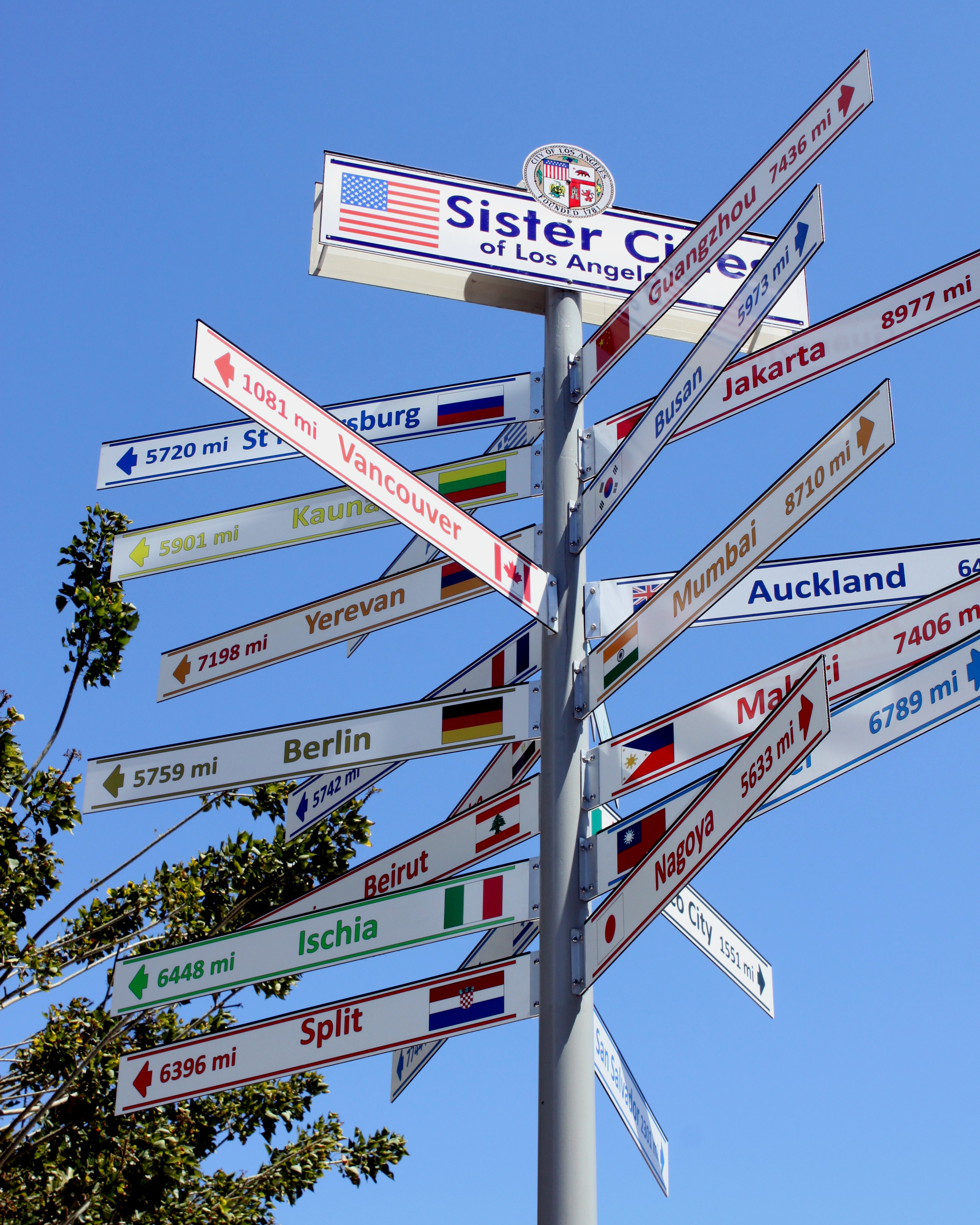
Le Los Angeles Sister Cities Monument à Los Angeles, au coin de 1st et Main Street.

La pratique du jumelage de villes est l'un des principaux outils diplomatiques des villes à travers le monde. Le jumelage de villes est un accord formel entre deux localités, généralement situées dans des pays différents, visant à établir des liens de coopération dans divers domaines. Ces partenariats ont pour objectif de favoriser les échanges entre les populations, ainsi que de renforcer les relations politiques, culturelles, éducatives et économiques entre les collectivités concernées,. La pratique du jumelage de villes remonte principalement à la période d’Après-guerre en Europe. Après la Deuxième Guerre Mondiale, le jumelage de villes se présente comme une politique de réconciliation efficace. En 1946, la ville française d'Orléans se jumelle avec la ville de Dundee en Écosse. En 1950, les villes de Montbéliard et Ludwigsburg se jumellent dans un effort de réconciliation. En 1951, la fondation « Le Monde Bilingue » par Jean-Marie Bressand, membre de la Résistance Française, marque le début d’une tradition franco-britannique de jumelage de villes, qui se déploiera à travers la création de la « Fédération Mondiale des Villes Jumelées » en 1957. Autour de 1963, il existe 120 jumelages de villes franco-allemandes. Cette pratique est à nouveau utilisée durant la Guerre froide à des fins réconciliatrices. L’objectif des jumelages a ensuite changé et s’est élargi afin de favoriser davantage le commerce, le tourisme, ou la mise en évidence d’autres liens, comme des villes portant le même nom, ou des communautés immigrantes partageant un héritage commun.
Les villes s’impliquent activement dans la gestion des changements climatiques à échelle mondiale, dans une forme de « paradiplomatie climatique ». Par exemple, des villes brésiliennes participent au processus de prise de décision sur la question du climat par le biais de réseaux municipaux transnationaux (TMNs). Ces réseaux permettent aux villes de s'engager dans des activités internationales, de partager de bonnes pratiques et d'accéder à des ressources techniques et financières. Des villes comme Belo Horizonte, Rio de Janeiro, Salvador et São Paulo sont membres de réseaux, tels que l’ICLEI, le C40 et les 100 Resilient Cities, qui facilitent leur participation aux initiatives climatiques mondiales. Globalement, les villes brésiliennes exercent leur influence au sein des réseaux municipaux transnationaux afin d’augmenter leur rôle dans la gouvernance climatique mondiale, malgré certaines difficultés d’intégration des politiques au sein du cadre national. La ville de São Paulo s’est particulièrement distinguée en poursuivant activement une stratégie de « diplomatie des villes ». Elle est ainsi devenue le premier gouvernement subnational de l’hémisphère sud à signer des accords bilatéraux directs avec les États-Unis et le Royaume-Uni. La ville a aussi signé la première entente subétatique en matière de diplomatie avec le Japon en 1907.
La paradiplomatie des villes s’étend aussi vers la formation de « super régions ». Ce type de regroupement de villes permet d’augmenter l’influence qu’ont ces villes sur la politique étrangère nationale. La ville et la région de Lyon possèdent une politique de paradiplomatie substantielle à cet egard. Alors maire de Lyon en 1996, Raymond Barre se presse de convaincre ses homologues de Saint-Étienne et Grenoble de former une politique de paradiplomatie pour toutes les régions. La ville de Lyon possède plusieurs délégations à travers le monde, dont Hong Kong et Montréal.

## Paradiplomatie par pays

### Belgique
En 1993, une révision constitutionnelle a accordé aux régions et communautés le droit de développer la coopération internationale, y compris la ratification des traités, dans les domaines relevant de leur compétence exclusive (article 167, paragraphe 3). Les questions culturelles et éducatives sont, selon le paragraphe 3 de l'article 127, les domaines relevant de leur compétence exclusive. Cette faculté comprend la rédaction des traités, qui sont ratifiés par les Conseils des Communautés française et flamande par décret (article 128 (1.1)). L'article 130, paragraphe 4, prévoit le même droit pour la Communauté germanophone et ajoute les « questions personnelles » à ses domaines de compétence. Les Communautés ayant acquis le droit exclusif de développer leurs relations internationales sur ces questions exclusives, le Roi ne peut signer, ratifier ou dénoncer les traités en leur nom. Seuls les traités conclus avant le 18 mai 1993 peuvent être dénoncés par le Roi. La rigidité du champ de compétences de la Belgique a soulevé des difficultés juridiques pour l'approbation des traités internationaux traitant des questions fédérales et communautaires. Ces traités, dits traités mixtes, font l'objet d'un accord de coopération entre l’État fédéral, les Communautés et les Régions (8 mars 1994), qui prévoit un mécanisme complexe de partage des responsabilités.

### Canada
Les provinces canadiennes comptent parmi les unités infranationales les plus actives sur la scène internationale. Le montant total dépensé en diplomatie par les dix provinces canadiennes est égal à celui des cinquante États américains, malgré le fait que la population du Canada représente seulement un neuvième de la population américaine et son économie un quatorzième de celle des États-Unis. Les provinces canadiennes sont en grande partie motivées par des préoccupations économiques découlant du degré élevé de diversité économique entre les provinces du pays et de l'intégration du Canada aux marchés mondiaux, en particulier au marché américain par le biais de l'ALENA. Neuf des dix provinces commercent davantage avec les États-Unis qu'avec le reste du Canada. Les relations avec les principaux partenaires commerciaux, en particulier les États-Unis, sont les plus importantes. En même temps, le nationalisme québécois a motivé la province francophone du Québec à resserrer ses liens avec la France et les autres membres de la Francophonie.

### États-Unis
Les États fédéraux des États-Unis ont une diplomatie parallèle, autonome par rapport à celle menée par le gouvernement américain. Auparavant, le champ de compétence des États américains ne s'étendait pas aux relations internationales, mais cela a changé avec la mondialisation des échanges commerciaux. Leur diplomatie parallèle peut aussi toucher des domaines de compétence qui ne sont pas traditionnellement de leur ressort, comme les droits de l'homme, l'environnement, ou la sécurité militaire. En 2005, l'ensemble des États américains dépense 200 millions de dollars dans leur paradiplomatie, et possède, en 2001, 183 représentations à l'étranger.

### Allemagne
La Constitution de l’Allemagne prévoit à son article 32(1) que « dans la mesure où les Länder ont compétence législative, ils peuvent, avec l'accord du gouvernement fédéral, conclure des traités avec des États étrangers ». Le gouvernement fédéral doit consulter les Länder le plus rapidement possible avant de conclure un traité international affectant les intérêts particuliers d'un ou plusieurs Länder. L’article 59(2) requiert le consentement ou la participation de la Chambre haute allemande, le Bundesrat, en tant qu’instance compétente en matière de relations au sein de la Fédération. Le Bundesrat s'est particulièrement investi pour garantir la participation des Länder dans le processus décisionnel européen. La paradiplomatie des Landers s’étend au-delà des interactions infranationales. Les Ministerprasidenten des Lander allemands ont effectué plusieurs missions paradiplomatiques à travers le monde. Ces missions paradiplomatiques avaient pour objectif de promouvoir le les échanges culturels et commerciaux. Certains Lander entretiennent des liens particuliers avec des pays en développement.

## Sources
- Stéphane Paquin, « Paradiplomatie », Frédéric Ramel et Thierry Balzacq (dirs.) Manuel de diplomatie, Presses de Sciences Po., 2018, p. 59
- Tavares, Rodrigo (2016). Paradiplomacy: Cities and States as Global Players. Oxford University Press.   (ISBN 9780190462116).
- Schiavon, Jorge A. (2019). Comparative paradiplomacy. Londres. p. 3.   (ISBN 9781351012317).
- Paquin, Stéphane (2019). "Paradiplomacy" (PDF). In Balzacq, Thierry; Charillon, Frédéric; Ramel, Frédéric (eds.). Global Diplomacy: An Introduction to Theory and Practice. Vol. 1. London: Palgrave. pp. 49–61
- Duchacek, Ivo D. (1990). Federalism and international relations : the role of subnational units. Oxford [England]: Clarendon Press.   (ISBN 0-19-827491-2).
- Duchacek, Ivo D. (1984). "The International Dimension of Subnational Self-Government". Publius. 14 (4): 5–31
- Michelmann, Hans; Soldatos, Panayotis (1990). Federalism and international relations : the role of subnational units. Oxford [England]: Clarendon Press.
- Stephane Paquin, « Federalism, Paradiplomacy and Foreign Policy: A Case of Mutual Neglect », International Journal, vol. 22, no 2, 2017
- Stephane Paquin, Mastering Globalization : New States’ Strategies in the World Economy : Why do sub-states and regions practice international relations, Londres, Routledge, 2005
- Tavares, Rodrigo (2016). Paradiplomacy: Cities and States as Global Players. New York. p. 11.   (ISBN 9780190462116).
- Jordan, Andrew; Huitema, Dave; Schoenefeld, Jonas; van Asselt, Harro; Forster, Johanna (3 May 2018). "Governing Climate Change Polycentrically: Setting the Scene". Governing Climate Change: 3–26. DOI 10.1017/9781108284646.002. S2CID 55290798.
- Spruyt, Hendrik (June 2002). "The Origins, Development, and Possible Decline of the Modern State". Annual Review of Political Science. 5 (1): 127–149. DOI 10.1146/annurev.polisci.5.101501.145837. S2CID 145637947.
- Langenohl, Andreas (2015). Town Twinning, Transnational Connections and Trans-local Citizenship Practices in Europe. Houndmills, Basingstoke, Hampshire.   (ISBN 9781137021229).
- Radio-Canada. “Discours de Paul Gérin-Lajoie, 12 avril 1965 | Info.” Radio-Canada.ca. Accessed November 3, 2024. https://ici.radio-canada.ca/info/videos/1-7920571/discours-paul-gerin-lajoie-12-avril-1965.
- Paquin, Stephanie. “Paradiplomatie identitaire et diplomatie en Belgique fédérale : le cas de la Flandre.” Canadian Journal of Political Science / Revue Canadienne de Science Politique 36, no. 3 (July 1, 2003): 621–42.
- Llewellyn, Anastasia. “Paradiplomatie Identitaire : Nations Minoritaires et Politiques Extérieures.” Canadian Journal of Political Science / Revue Canadienne de Science Politique 54, no. 2 (June 1, 2021): 498–99. https://doi.org/10.1017/S0008423921000068.
- Chaloux, Annie, Jennyfer Boudreau, Gabriel Grégoire-Mailhot, and Philippe Simard. “Climate Paradiplomacy: A Comparative Study of Canadian Provinces (British Columbia, Ontario, and New Brunswick).” International Negotiation 29, no. 3 (September 1, 2024): 440–75. https://doi.org/10.1163/15718069-bja10093.
- Sally, Razeen. “Five Key Lessons for City Competitiveness.” World Economic Forum, August 15, 2014. https://www.weforum.org/stories/2014/08/five-key-lessons-city-competitiveness/.
- Tribune de Genève. “Genève ambitionne de devenir le hub des réseaux de villes,” March 3, 2020. https://www.tdg.ch/geneve-ambitionne-de-devenir-le-hub-des-reseaux-de-villes-769487635266.
- Macedo, Laura S. Valente de, Pedro Roberto Jacobi, and Jose A. Puppim de Oliveira. “Paradiplomacy of Cities in the Global South and Multilevel Climate Governance: Evidence from Brazil.” Global Public Policy and Governance 3, no. 1 (March 1, 2023): 86–115. https://doi.org/10.1007/s43508-023-00060-7.
- PAQUIN, STÉPHANE, and GUY LACHAPELLE. “Why Do Sub-States and Regions Practice International Relations?” In Mastering Globalization. Routledge, 2005.
- “Paderborn and Le Mans – Sister Cities International (SCI).” Accessed November 16, 2024. https://sistercities.org/tag/paderborn-and-le-mans/.
- “Association Des Communes Jumelées Du Limousin What Is Town Twinning?,” September 5, 2013. https://web.archive.org/web/20130905222903/http://www.jumelages-limousin.eu/en/all-about-town-twinning/what-is-town-twinning/.
- "The Origins of Town Twinning" (PDF). Inverness: The City of Inverness Town Twinning Committee. 8 December 2008. Archived from the original (PDF) on 31 December 2010. Retrieved 30 October 2009
- “La Constitution Belge.” Accessed November 17, 2024. Https://Www.Senate.Be/Doc/Const_Fr.Html.
- Paquin, Stéphane. “Quelle place pour les provinces canadiennes dans les organisations et les négociations internationales du Canada à Ia lumière des pratiques au sein d’autres fédérations?” Canadian Public Administration 48, no. 4 (December 1, 2005): 477–505. https://doi.org/10.1111/j.1754-7121.2005.tb01199.x.
- Iacovino, Raffaele. “Affirmation without Recognition: Assessing Quebec’s Recent Initiative for Constitutional Engagement.” American Review of Canadian Studies 50, no. 3 (July 2, 2020): 326–39. https://doi.org/10.1080/02722011.2020.1811586.McCulloch, Tony. “A Quiet Revolution in Diplomacy: Quebec–UK Relations Since 1960.” American Review of Canadian Studies 46, no. 2 (April 2, 2016): 176–95. https://doi.org/10.1080/02722011.2016.1185597.
- « La diplomatie parallèle des États américains | Bulletin d'histoire politique [archive] », sur www.bulletinhistoirepolitique.org (consulté le 5 avril 2017)
- Deutscher Bundestag “Loi fondamentale pour la République fédérale d’Allemagne,” 1949. Nouvelle édition, 20e législature (19 décembre 2022)
- Michelmann, Hans J. “Länder Paradiplomacy.” German Politics & Society, no. 15, 1988, pp. 22–31. JSTOR, http://www.jstor.org/stable/23735127. Accessed 17 Nov. 2024.